# I. Arkhelaosz makedón király
Arkhelaosz makedón király (kb. i. e. 414/411 – 400/399), korának híres műpártolója volt, udvarában a kor legjelentősebb görög művésze megfordultak, illetve száműzetésüket nála töltötték. II. Perdikkasz legidősebb fiaként került apja halála után a trónra. A makedónok, ellentétben más görögökkel, szokás szerint többnejűségben éltek, Arkhelaosz anyja Szimikhé volt. Uralkodása során Makedónia jelentős északi hatalommá vált, amelyik nagyot lépett ekkor a hellén politikába való bekapcsolódás irányába.

## Hatalomra jutása
Apja hatalomrajutásából okulva, akinek négy fivérével kellett megbirkóznia a hatalomért, Arkhelaosz hogy elejét vegye a dinasztikus viszálynak, saját családtagjai megölésétől sem riadt vissza. Az általa legveszélyesebbnek tartott nagybátyját, Alketaszt és annak fiát, Alexandroszt egy lakomán lerészegítette, majd megölette. Vízbe fojtatta saját hétéves féltestvérét, II. Perdikkasz Kleopatrától született fiát is. A történészek valószínűsítik, hogy Alketasz másik fia is ekkor lett gyilkosság áldozata. II. Perdikkasz másik három testvére – Philipposz, Menelaosz és Amüntasz – Arkhelaosz hatalomra jutásakor már valószínűleg nem éltek, leszármazottaik pedig valószínűleg nem jelentettek veszélyt. Volt Arkhelaosznak még egy testvére, a valószínűleg ágyastól született – aki ezért nem volt rivális a trónra – Aeroposz, akit Arkhelaosz a bizalmába fogadott. Ő Arkhelaosz halála után egy ideig régens, majd II. Aeroposz néven király lett. A családirtás miatt, és a többnejűséget félreértve őt fattyúnak gondoló Platón Arkhelaoszról lesújtó véleménnyel volt, Thuküdidész viszont uralkodása alapján őt tartotta az addig élt legkiválóbb makedón királynak. Kegyetlenségben, az egymással való leszámolásban az akkori más görög államok, köztük Athén sem maradtak el Arkhelaosz mögött, inkább túltettek rajta.

## Uralkodása
Arkhelaosz apjától az Athénnal való szövetséget és a Spártával való ellenséges viszonyt örökölte meg. Ekkor folyt a peloponnészoszi háború, de Spárta éppen másfelé volt lekötve, ezért – és a lehetséges trónkövetelők kiiktatása miatt – szokatlan nyugalom köszöntött Makedóniára. Ezt Arkhelaosz erődítmények és utak építésére használta ki. A hadsereget jó minőségű, talán attikai fegyverzettel látta el.
Az Athénnal való hosszú, jó viszony serkentette Makedónia civilizálódását is, amiben Arkhelaosz példaképe nagyatyja, I. Alexandrosz volt. A művelt szellemiségben nevelt Arkhelaosz pellai udvarában gyülekezni kezdtek a kor legelismertebb görög politikusai és művészei. Itt talált menedéket Andokidész athéni szónok is, aki belekeveredett Alkibiadész száműzetésének ügyébe, ami az athéni hermák i. e. 415-ben történt rejtélyes megcsonkítása ürügyén történt Athén szicíliai expedíciója idején. Ahogy Alkibiadész, úgy Andokidész is oligarchikus beállítottságú volt, aki ellenezte a demokráciát, de Arkhelaoszt mégis Athén támogatására ösztönözte.
Athén számára Amphipolisz elvesztése után sorsdöntő volt a makedón szövetség, mert csak innen remélhetett a hajóépítéshez szükséges fát, amit Makedónia készségesen szállított is. Viszonzásul i. e. 410-ben Théramenész vezetésével 20 attikai gálya segítette Arkhelaoszt a kikötőváros Püdna bevételében, amely polisz jóval korábban még az athéniak Makedónia elleni támadásának bázisa volt.
További területi gyarapodásra is lehetősége támadt, amivel megerősítette Makedónia stratégiai helyzetét. Visszaszerezte a korábban makedón uralom alá tartozó, de i. e. 423-ban athéni szövetségbe kényszerített két várost, a makedón-thesszáliai határ mentén fekvő dél-pieriai Hérakleiont és a Khalkidiké északkeleti partján fekvő Bormiszkoszt. Visszaszerezte Biszaltia nemesfémbányáit is, aminek következtében fellendült a pénzverés és a kincstár.
Figyelme ezután Felső-Makedónia – Makedónia nyugati hegyvidéke – felé fordult, amelyik kapcsolatot jelentett Thesszália felé, amivel távolabbi tervei voltak. A Thesszáliába vezető másik út az Olümposztól délre eső tengerközeli Tempé völgye volt, ezt azonban könnyen le lehetett zárni. Ezért korábban a perzsák is az Olümposzt nyugatról megkerülve Felső-Makedónián és Perrhaibián át meneteltek Thesszáliába, majd tovább délre. Biztosítania kellett tehát Felső-Makedónia, mindenekelőtt Oresztisz, Elimeia és Tümphaia fejedelmeinek támogatását. Csak az az Elimeiával kapcsolatos konkrét eseményekről van tudomásunk, amelynek fejedelméhez egyik lányát adta feleségül.
Thesszáliában közben hatalmi harc dúlt a larisszai vezető Aleuadák közé tartozó Arisztipposz – akit a köznép elűzött Larisszából – és a pherai zsarnok, Lükophrón között. Utóbbi Spárta szövetségese volt, az előbbi ezért Makedóniához fordult segítségért. Arkhelaosz megostromolta és elfoglalta Larisszát és visszahelyezte a hatalomba az Aleuadákat, amiért cserébe larisszai polgárjogot valamint thesszáliai földeket, valószínűleg Perrhaibiát kapta fizetségül.
Ebben az időben már véget ért a peloponnészoszi háború, amiben Athén megsemmisítő vereséget szenvedett és Görögország Spárta hegemóniája alatt élt. Spárta nem nézte jó szemmel Makedónia terjeszkedését, ezért ellenségnek nyilvánította.
Ekkor gyilkolták meg i. e. 400/399-ben Arkhelaoszt. A történészek Arisztotelész háttérmagyarázatát fogadják el az ügyben, miszerint összeesküvés áldozata lett, amelyet fiúszeretői szőttek ellene. Az összeesküvés vezetője Dekamnikhosz volt, akit évekkel korábban Arkhelaosz kiszolgáltatott Euripidésznek, aki megkorbácsolta őt. Dekamnikhosz ugyanis azt mondta Euripidészről, hogy rossz a szájszaga. Arkhelaoszt egy vadászaton Krataiosz (vagy Kraterosz) ölte meg – azzal védekezett, hogy véletlenül –, aki viszont azért haragudott a királyra, mert neki ígérte az egyik lányát, de nem teljesítette az ígéretét.

## Művészet- és kultuszpártolása
Arkhelaosz udvarában tartózkodott többek között az epikus költő Khoirilosz, a muzsikus Timotheosz, az athéni drámaíró Agathón, kora legkiválóbb festőművésze Zeuxisz. Utóbbi művei díszítették a makedón király házát is. A legnevesebb itt tartózkodó művész azonban az athéni drámaíró Euripidész volt, aki i. e. 406-ban bekövetkezett haláláig nem is hagyta el a makedón udvart. Őt a király a makedón főnemesség, a hetairészek sorába is emelte. Euripidész viszont Arkhelaosz címmel drámát írt a király mitikus őséről, az Aigait megalapító hérószról.
Arkhelaosz kihasználta, hogy a görögök szerint a Makedónia szívében fekvő Pieria tartomány volt a múzsák lakóhelye, országa déli határa pedig az Olümposz a görög istenek lakóhelye volt. Az Olümposz északi lejtői alatt fekvő Dion városában Olümpia néven Zeusznak és a Múzsáknak szentelt ünnepségsorozatot alapított, amelyek időtartama a múzsák számának megfelelő kilenc nap volt.